# At. Long. Last. ASAP
 (mai 2017).
Si vous disposez d'ouvrages ou d'articles de référence ou si vous connaissez des sites web de qualité traitant du thème abordé ici, merci de compléter l'article en donnant les références utiles à sa vérifiabilité et en les liant à la section « Notes et références ».
Albums de A$AP Rocky
Long. Live. A$AP
(2013) Testing
(2018)
Singles
1. Lord Pretty Flacko Jodye 2 (LPFJ2)
Sortie : 7 janvier 2015
2. Everyday
Sortie : 8 mai 2015
3. L$D
Sortie : 21 mai 2015

At. Long. Last. ASAP (stylisé AT.LONG.LAST.A$AP) est le second album studio du rappeur américain, originaire d'Harlem, A$AP Rocky, sorti 26 mai 2015.

## Présentation
Cet enregistrement sert de suite à l'album studio précédent de Rocky Long. Live. A$AP (2013).
En 2013, les sessions d'enregistrement ont d'abord lieu lors d'une sortie de Long. Live. A$AP.
La production exécutive, tout au long de son enregistrement, est fournie par Rocky lui-même et son mentor A$AP Yams, aux côtés du rappeur et producteur de disques Juicy J et de deux autres producteurs Danger Mouse et Hector Delgado auxquels viennent s'associer d'autres producteurs de hip-hop et d'autres de renom tels que Mark Ronson et Emile Haynie, entre autres.
L'album atteint la première place du Billboard 200 avec 146 000 exemplaires vendus lors de la première semaine d'exploitation. Il a également été certifié disque de platine par la Recording Industry Association of America (RIAA) en avril 2018.
L'album contient des featurings avec plusieurs artistes différents, notamment avec de grands noms du rap américain comme Lil Wayne, Kanye West, Future, Schoolboy Q ou encore Juicy J mais, collaborent également, Rod Stewart, Mark Ronson.

## Liste des titres
| 1.    | Holy Ghost (feat. Joe Fox)                         | Danger Mouse, DJ Khalil                                                                    | 3:11 |
| 2.    | Canal St. (feat. Bones)                            | Delgado, Mernick, A$AP Rocky                                                               | 3:47 |
| 3.    | Fine Whine (feat. Future & M.I.A.)                 | S.I.K, THC                                                                                 | 3:38 |
| 4.    | L$D                                                | Jim Jonsin, Finatic N Zak, Delgado, A$AP Rocky                                             | 3:58 |
| 5.    | Excuse Me                                          | Delgado, A$AP Rocky, Vulkan the Krusader, Jim Jonsin, Finatic N Zak                        | 3:58 |
| 6.    | JD                                                 | Plu2o Nash                                                                                 | 1:45 |
| 7.    | Lord Pretty Flacko Jodye 2 (LPFJ2)                 | Nez & Rio                                                                                  | 2:07 |
| 8.    | Electric Body (feat. Schoolboy Q)                  | Delgado, Danger Mouse, Walton, THC                                                         | 4:15 |
| 9.    | Jukebox Joints (feat. Joe Fox & Kanye West)        | Che Pope, West                                                                             | 5:24 |
| 10.   | Max B (feat. Joe Fox)                              | Delgado, A$AP Rocky                                                                        | 4:01 |
| 11.   | Pharsyde (Joe Fox)                                 | Danger Mouse                                                                               | 3:42 |
| 12.   | Wavybone (feat. Juicy J & UGK)                     | Juicy J, Delgado                                                                           | 5:03 |
| 13.   | West Side Highway (feat. James Fauntleroy)         | Danger Mouse                                                                               | 2:56 |
| 14.   | Better Things                                      | Mernick                                                                                    | 3:19 |
| 15.   | M’$ (feat. Lil Wayne)                              | Honorable C.N.O.T.E, Dean                                                                  | 3:53 |
| 16.   | Dreams (interlude)                                 | A$AP Rocky, Mernick                                                                        | 2:16 |
| 17.   | Everyday (feat. Rod Stewart, Miguel & Mark Ronson) | Mark Ronson, Emile Haynie, Jeff Bhasker, Hudson Mohawke, A$AP Rocky, Mernick, Tom Elmhirst | 4:21 |
| 18.   | Back Home (feat. Mos Def, Acyde & Yams)            | Thelonious Martin, DDot Omen, A$AP Rocky                                                   | 4:38 |
| 66:12 |                                                    |                                                                                            |      |

| Titres bonus - Édition japonaise (3 juin 2015) | Titres bonus - Édition japonaise (3 juin 2015) | Titres bonus - Édition japonaise (3 juin 2015) | Titres bonus - Édition japonaise (3 juin 2015) | Titres bonus - Édition japonaise (3 juin 2015) | Titres bonus - Édition japonaise (3 juin 2015) | Titres bonus - Édition japonaise (3 juin 2015) | Titres bonus - Édition japonaise (3 juin 2015) | Titres bonus - Édition japonaise (3 juin 2015) | Titres bonus - Édition japonaise (3 juin 2015) |
| No                                             | Titre                                          | Durée                                          |                                                |                                                |                                                |                                                |                                                |                                                |                                                |
| ---------------------------------------------- | ---------------------------------------------- | ---------------------------------------------- | ---------------------------------------------- | ---------------------------------------------- | ---------------------------------------------- | ---------------------------------------------- | ---------------------------------------------- | ---------------------------------------------- | ---------------------------------------------- |
| 19.                                            | Multiply (feat. Juicy J)                       | 3:43                                           |                                                |                                                |                                                |                                                |                                                |                                                |                                                |
| 20.                                            | M'$                                            | 3:38                                           |                                                |                                                |                                                |                                                |                                                |                                                |                                                |
| 73:33                                          |                                                |                                                |                                                |                                                |                                                |                                                |                                                |                                                |                                                |

## Certifications
| Pays                  | Certification | Unités certifiées |
| --------------------- | ------------- | ----------------- |
| Australie (ARIA)      | Or            | 35 000            |
| Canada (Music Canada) | Platine       | 80 000            |
| Danemark (IFPI)       | Platine       | 20 000            |
| États-Unis (RIAA)     | Platine       | 1 000 000         |
| Royaume-Uni (BPI)     | Argent        | 60 000            |